# Codex Cumanicus

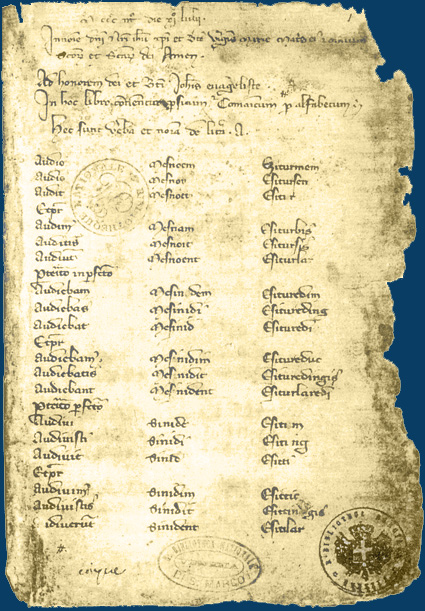
Filă din Codex Cumanicus

Codex Cumanicus (denumit și Codicele lui Petrarca) este un manuscris datat 11 iulie 1303 care a fost găsit de călugării franciscani din Crimeea. El cuprinde un fragment din Evanghelie, cele Zece Porunci, Crezul, cele șapte păcate capitale, toate scrise în limba cumană. Pe lângă textele religioase, mai cuprinde un vocabular trilingv: latină, cumană și persană, conținând circa 3.000 de cuvinte, o listă de medicamente, date despre cele 4 elemente, metale, informații despre negoț, unelte, despre meșteșugurile blănăriei, tâmplăriei, bărbieritului, noțiuni despre demnitari, slujitori, pietre prețioase etc. Acest manuscris conține 82 de file.
Codexul a ajuns în posesia poetului și bibliofilului Francesco Petrarca care l-a oferit în 1363 Republicii Venețiene, din a cărei bibliotecă a fost dus pentru scurt timp la Paris, în vremea lui Napoleon Bonaparte.
În prezent, această copie a Codex Cumanicus se află în Biblioteca bazilicii Sfântul Marcu din Veneția. Codexul a fost scris probabil în Ungaria ca manual lingvistic pentru a-i ajuta pe misionarii catolici să comunice cu cumanii și este de fapt un ansamblu compus din diferite documente. Cele mai vechi părți ale sale își au originea între anii 1100 -1200, în timp ce alte părți ale acestui codex au fost adăugate după un secol sau un secol și jumătate. După alte surse, Codex Cumanicus, a fost creat, la sfârșitul secolului al XIII-lea, în Crimeea, probabil chiar în capitala ei de atunci – Solkhat sau Eski Kîrîm.
În Codex Cumanicus se regăsesc nu numai animozitatea între creștinism și păgânism, ci și între maniheism și budism, între șamanism și o altă religie.

## Exemple
Rugăciunea Tatăl nostru, în Codex Cumanicus:
| în cumană | Atamız kim köktesiñ. Alğıșlı bolsun seniñ atıñ, kelsin seniñ xanlığıñ, bolsun seniñ tilemekiñ – neçik kim kökte, alay [da] yerde. Kündeki ötmegimizni bizge bugün bergil. Dağı yazuqlarımıznı bizge boșatqıl – neçik biz boșatırbız bizge yaman etkenlerge. Dağı yekniñ sınamaqına bizni quurmağıl. Basa barça yamandan bizni qutxarğıl. Amen! |
| în română | Tatăl nostru, care ești în ceruri, sfințească-se numele tău, vină împărăția ta, fie voia ta, precum în cer așa și pe pământ. Pâinea noastră cea de toate zilele dă-ne-o nouă astăzi și ne iartă nouă păcatele noastre, precum și noi iertăm greșiților noștri, și nu ne duce pe noi în ispită, ci ne mântuiește de cel rău.Amin.               |
| în kazahă | Atamiz kim köktesin. Alğıstı bolsin seniñ atiñ, kelsin seniñ xandığıñ, bolsın seniñ tilegeniñ - qalai kim kokte, solai da jerde. Kündelikti nanimizdi bizge bugin ber. Tağı jazıqtarimizdi bizge bosat - qalai biz bosatarimiz bizge jaman etkenderge. Tağı șaitannıñ sınağına bizdi qaldırma. Barșa jamannan bizdi qutqar. Aumin!             |
| în turcă  | Atamız ki göktesin. Alkıș olsun senin adın, gelsin senin hanlığın, olsun senin dilediğin – nice ki gökte, öyle de yerde. Bugün, gündelik ekmeğimizi bize ver. Günahlarımızı bağıșla – nice ki bağıșlarız biz, bize yamanlık edenleri. Ve bizi kötülüğün sınamasından kurtar. Tüm yamandan bizi kurtar. Amin!                                   |